# FC Gute
Der FC Gute ist ein schwedischer Fußballverein aus Visby. Der Klub ist die ehemalige Fußballabteilung des Visby IF Gute. Die Mannschaft trat mehrere Jahre zweitklassig an.

## Geschichte
1904 gründete sich in Visby der IF Gute. Dieser fusionierte 1968 mit dem Wisby IF zum Visby IF Gute. Wie die Vorgängervereine spielte die Fußballmannschaft des neu entstandenen Klubs zunächst ausschließlich unterklassig. 1986 stieg sie als Staffelsieger der viertklassigen Division 3 Norra Svealand in die Drittklassigkeit auf, verpasste jedoch zwei Jahre später den Klassenerhalt. Nach dem sofortigen Wiederaufstieg gelang bereits zwei Jahre später der Durchmarsch in die zweite Liga. Dort beendete der Klub 1994 seine erste Spielzeit in der Nordstaffel auf dem Relegationsplatz, konnte sich jedoch gegen Gällivare SK und IF Sylvia durchsetzen. Im folgenden Jahr überraschte die Mannschaft als Tabellenvierter, beendete die Spielzeit 1996 aber erneut auf dem Relegationsplatz. Dort gelangen zunächst zwei Siege gegen Piteå IF, nach einem 1:0-Heimerfolg verpasste sie in der zweiten Runde durch eine 1:3-Rückspielniederlage gegen Enköpings SK den Klassenerhalt. Zwischenzeitlich hatte sich der Klub 1995 in seine einzelnen Abteilungen zerlegt und dabei die Fußballabteilung unter dem Namen Visby IF Gute FK selbständig gemacht.
In den folgenden Jahren etablierte sich Visby IF Gute in der dritten Liga. Dabei schwankte die Mannschaft zwischen Abstiegskampf und Aufstiegsrennen. So rettete 2000 lediglich das bessere Torverhältnis gegenüber Vallentuna BK vor dem Relegationsplatz, zwei Jahre später gelang hinter Väsby IK die Vizemeisterschaft. Als Tabellenvierter der seinerzeit drittklassigen Division 2 Östra Götaland überstand die Mannschaft eine Ligareform und qualifizierte sich für die in zwei Staffeln ausgetragene, neue dritte Liga Division 1. In der Premierensaison wurde der Klub der Nordstaffel zugeordnet und erreichte den fünften Platz. Nach einer Zuteilung zur Südstaffel im folgenden Jahr verpasste er als Tabellenletzter den Klassenerhalt und stieg mit Kristianstads FF ab.
Vor Beginn der Spielzeit 2008 wechselte der Klub den Namen und benannte sich in FC Gute. Im folgenden belegte die Mannschaft Mittelfeldplätze in der viertklassigen Division 2, ehe sie am Ende der Spielzeit 2010 erst in den Relegationsspielen gegen Spårvägens FF den Klassenerhalt schaffte. Auch in den folgenden Jahren spielte die Mannschaft regelmäßig gegen den Abstieg und platzierte sich regelmäßig auf dem letzten oder vorletzten Nichtabstiegsplatz. Ab 2015 kam es zu einem Aufschwung, als der siebte Tabellenplatz erreicht wurde, und im Folgejahr verpasste die Mannschaft als Tabellendritter hinter Sollentuna FF und Karlbergs BK knapp die Rückkehr in die drittklassige Division 1.